# Ісакча – Шендрень – Бухарест
Ісакча – Шендрень – Бухарест – один з основних елементів румунської газотранспортної системи.
У 1960-х роках між Бухарестом та Шендрень (на околиці Галацу, де того ж десятиліття почався запуск найбільшого металургійного комбінату країни та ТЕС Галац) проклали трубопровід довжиною 185 км та діаметром 500 мм. До його траси під’єднали цілий ряд газових родовищ, втім, основним постачальником блакитного палива в Румунії була Трансильванія, яку ще до того сполучили із Бухарестом газотранспортним коридором. Також до румунської столиці надходив ресурс із родовищ Олтенії (газопровід Хурезань – Бухарест). 
В подальшому між Бухарестом та Шендрень проклали другу нитку довжиною 180 км та діаметром 800 мм. При цьому її траса у центральній частині (між Урзічень та Сіліштя) проходила дещо південніше від маршруту першої нитки, через Жугуряну. 
Сформований таким чином газотранспортний коридор Бухарест – Шендрень майже з самого початку був бідирекциональним, оскільки з першої половини 1970-х блакитне паливо до Шендрень стало надходити безпосередньо із Трансильванії по трубопроводу від Онешті.
У середині 1980-х видобуток газу в Румунії досяг історичного максимуму (за різними даними, 39 млрд м3 в 1982-му або 36 млрд м3 у 1986-му) після чого почав стрімко знижуватись і протягом наступних двох з половиною десятиліть впав більш ніж у 3 раза (11 млрд м3 у 2010-му). Це змушувало імпортувати додатковий ресурс російського походження, для чого проклали перемичку від Ісакчі (де на територію Румунії входить трансбалканська транзитна система) до Шендрень. Наразі тут наявні дві нитки довжиною 53 км та 54 км при діаметрах 700 мм та 1000 мм відповідно (при цьому подане від Ісакчі блакитне паливо може також спрямовуватись на північний схід Румунії по газопроводу Шендрень – Онешті). Перекачування по ним ресурсу забезпечує розташована на українській території компресорна станція Орловка.
Крім того, до Ісакчі надходить природний газ, видобутий на офшорних родовищах у румунській зоні Чорного моря. Також офшорна продукція могла потрапляти напряму до Сілішті по газопроводу від Тасаула.
Перекачування ресурсу по коридору на Бухарест забезпечує компресорна станція Сіліштя, котра станом на середину 2010-х була обладнана двома (один резервний) агрегатами Solar продуктивністю до 211 тис м3 на годину. При цьому, хоча вона розташована на ділянці Шендрень – Бухарест, проте пов’язана з Шендрень одразу трьома лініями, що надає їй змогу також здійснювати перекачування блакитного палива по газопроводу Шендрень – Онешті. В 2020-му завершили модернізацію станції Сіліштя, що було однією зі складових проекту по забезпеченню поставок з балканського напрямку через реверсований трубопровід Негру-Воде – Ісакча.
Від Урзічень та від Жугуряну прокладено два відгалуження до придунайського міста Келераші, де знаходився ще один металургійний комбінат (наразі тут наявні лише залишкові виробництва). При цьому між Урзічень та Келераші проклали лінію діаметром 300 мм, тоді як діаметр газопроводу від Жугуряну спершу становить 500 мм, а після Слобозії зменшується до 400 мм. У Слобозії знаходиться інший великий споживач природного газу – завод азотної хімії. А від компресорної станції Сіліштя прокладена перемичка до ТЕС Браїла.
Траса Бухарест – Шендрень проходить поблизу підземного сховища газу Урзічень.